# Hospital General Universitari de València
L'Hospital General Universitari de València, també conegut com a Hospital General o Hospital Provincial, és un centre hospitalari ubicat al districte de L'Olivereta, a la ciutat de València. Va ser l'antic Hospici de fra Joan Gilabert Jofré, fundat el segle xv. És un dels quatre hospitals de referència de la capital valenciana al costat de l'Hospital Clínic, l'Hospital La Fe i l'Hospital Doctor Peset.
Està regit pel Consorci Hospital General Universitari de València, el president del qual és el conseller de Sanitat de la Generalitat Valenciana i vicepresident el president de la Diputació de València. L'actual director gerent del consorci és Sergio Blasco Pérez.

## Història
La història de l'Hospital General Universitari de València es remunta a 1409, quan fra Joan Gilabert Jofré va plantejar la necessitat de crear un hospital per a aquells que manquessin de qualsevol tipus d'assistència: l'Hospital de Folls de Santa Maria dels Pobres Innocents. D'aquesta forma es va elevar una petició al rei Martí l'Humà que va col·laborar en el projecte atorgant dos privilegis.
El Manual del viatger i guia dels forasters a València, de Vicent Boix (Ed.1849) recull la següent cita:
| «                                                                                 | Va promoure aquesta pietosa fundació el P. fra Joan Gilabert Jofré l'any 1409, per tal de recollir als pobres dements i a expòsits, i va ser aprovada pel papa Benet XIII i el rei En Martí. Un incendi ocorregut el 1445 va devorar l'obra començada, i en començar a la nova el 1512 se li van unir les rendes i les càrregues dels hospitals subalterns anomenats de la Reina, d'Esclapés, Magdalena i S. Llatzer, sense que des de llavors s'hagi perdonat cap millora, conforme a les necessitats dels temps. Les germanes de la caritat de S. Vicent Paul dirigeixen l'arranjament domèstic d'aquest gran, espaiós i digne establiment, on la caritat dels valencians presenta un espectacle consolador. Les infermeries són de tres naus, espaioses, ben ventilades, envoltades de jardins i decorades de columnes toscanes i jòniques, d'una bellíssima perspectiva. Té un espaiós departament per a les germanes, un altre per a banys públics, i un altre per a les aules de clínica i anatomia, una excel·lent apotecaria, forn, carnisseries i habitacions per als empleats. És magnífic el local per als expòsits; luxosa és la sala de convalescència de dones, i bonic el departament dels idiotes o dements, que no és necessari tancar. L'any últim 1847 ha reunit a les seves les rendes i càrregues de l'hospital de Peregrins, el de Pobres Estudiants i el d'En-Bou, que abans formaven tres establiments, fundat el primer el 1397, el segon el 1540 i el tercer el 1399. El viatger, doncs, ha de visitar aquest sumptuós, hospital, que competeix amb els primers d'Europa i que constantment assisteix a 400 malalts d'ambdós sexes, 350 dements i 480 expòsits. Aquests infeliços estan assistits per nou clergues, quatre metges, un cirurgià gran, quatre tauleters i quatre practicants de cirurgia i cinquanta germanes de la caritat. L'administració i direcció general està a càrrec d'una junta que presideix l'alcalde constitucional, composta de persones de probitat, arrelament i elevada posició social. | » |
| — Manual del viajero y guía de los forasteros en Valencia por Vicent Boix Ed.1849 | |   |

Al llarg dels anys l'hospital ha tingut diversos models organitzatius i de gestió. La implantació del règim constitucional el segle xix el va adscriure a l'Administració pública, passant a dependre de la Diputació de València el 1849. Des de 1850 fins a 1974 prestà assistència a ciutadans sense cobertura de la Seguretat Social.
El 2002 es va crear el Consorci Hospital General Universitari de València que regeix des d'aquell any la gestió del centre.